# Subiziphya clauseni
Subiziphya clauseni är en insektsart som beskrevs av Quednau 1990. Subiziphya clauseni ingår i släktet Subiziphya och familjen långrörsbladlöss. Inga underarter finns listade i Catalogue of Life.